# Parthenodes scotalis
Parthenodes scotalis là một loài bướm đêm trong họ Crambidae.